# Распарашњак
Распарашњак је ненасељено острвце у хрватском дијелу Јадранског мора. Налази се у Корнатском архипелагу. Његова површина износи 0,022 km². Дужина обалске линије износи 0,56 km.